# Corigetus
Corigetus är ett släkte av skalbaggar. Corigetus ingår i familjen vivlar.

## Dottertaxa tillCorigetus, i alfabetisk ordning[1]
- Corigetus africanus
- Corigetus albovarius
- Corigetus angustus
- Corigetus armiger
- Corigetus auliensis
- Corigetus bampurensis
- Corigetus bidentulus
- Corigetus biformis
- Corigetus brevicollis
- Corigetus brevirostris
- Corigetus brunneus
- Corigetus capito
- Corigetus cephalotes
- Corigetus clavator
- Corigetus claviger
- Corigetus coniceps
- Corigetus crassicornis
- Corigetus cylindricollis
- Corigetus dammermani
- Corigetus decorsei
- Corigetus dejeani
- Corigetus discolor
- Corigetus disjunctus
- Corigetus divisus
- Corigetus dorsalis
- Corigetus enganensis
- Corigetus exaptus
- Corigetus excisangulus
- Corigetus exquisitus
- Corigetus feae
- Corigetus figulus
- Corigetus filicornis
- Corigetus fischerianus
- Corigetus fleutiauxi
- Corigetus fumosus
- Corigetus gestroi
- Corigetus ghindaensis
- Corigetus gracilicornis
- Corigetus heikertingeri
- Corigetus heydeni
- Corigetus humilis
- Corigetus ignarus
- Corigetus innocuus
- Corigetus instabilis
- Corigetus kirghisicus
- Corigetus latevittis
- Corigetus lictor
- Corigetus limbalis
- Corigetus mandarinus
- Corigetus marmoratus
- Corigetus millingeni
- Corigetus minutus
- Corigetus molitor
- Corigetus moratus
- Corigetus multicostatus
- Corigetus mus
- Corigetus nebulosus
- Corigetus necopinus
- Corigetus neglectus
- Corigetus nobilis
- Corigetus papuanus
- Corigetus paradoxus
- Corigetus paviei
- Corigetus posthi
- Corigetus priesneri
- Corigetus pruinosus
- Corigetus psittacinus
- Corigetus punctifrons
- Corigetus rubripes
- Corigetus rufitarsis
- Corigetus saturatevirens
- Corigetus seistanicus
- Corigetus sellatocollis
- Corigetus semenovi
- Corigetus setulifer
- Corigetus sieversi
- Corigetus solskyi
- Corigetus subsulcatus
- Corigetus subvirens
- Corigetus tenuicornis
- Corigetus testatus
- Corigetus trapezicollis
- Corigetus trepidus
- Corigetus turkestanicus
- Corigetus validus
- Corigetus weisei
- Corigetus vexator